# Kwas naftylooctowy
Kwas 1-naftylooctowy, NAA – organiczny związek chemiczny, zaliczany do regulatorów wzrostu i rozwoju roślin. Jest to syntetyczna auksyna stosowana jako ukorzeniacz sadzonek roślin. Między innymi jest składnikiem czynnym preparatu stosowanego do poprawiania wielkości i wybarwienia jabłek oraz redukcji zawiązywania owoców jabłoni (Pomonit 505 SL) oraz wielu ukorzeniaczy w proszku stymulujących wytwarzanie korzeni w sadzonkach pędowych.